# 아야와 마녀
《아야와 마녀》(일본어: アーヤと魔女 아야토 마조[*])는 2020년 공개된 일본의 애니메이션 영화이다. 미야자키 고로가 감독을 하였으며, 다이애나 윈 존스의 동화 《이어위그와 마녀》를 원작으로 한다.

## 성우진
| 배역          | 일본어 성우     | 영어 성우             | 한국어 성우 |
| ------------- | --------------- | --------------------- | ----------- |
| 아야          | 히라사와 코코로 | 테일러 페이지 헨더슨  | 이성은      |
| 벨라 야가     | 테라지마 시노부 | 버네사 마셜           | 성선녀      |
| 맨드레이크    | 토요카와 에츠시 | 리처드 E. 그랜트      | 민응식      |
| 토머스        | 하마다 가쿠     | 댄 스티븐스           | 서반석      |
| 아야의 엄마   | 셰리나 무나프   | 케이시 머스그레이브스 | 김윤아      |
| 젱킨스 씨     | 이와사키 히로시 | J. B. 블랑크          | 불명        |
| 원장          | 기무라 유리     | 팬도라 콜린           | 안경진      |
| 커스터드      | 사이토 유세이   | 로건 해넌             | 성예원      |
| 필리스        | 스즈키 카논     | 서머 젱킨스           | 불명        |
| 샐리          | 이시다 사쿠라   | 비비엔 러더퍼드       | 불명        |
| 보육교사      | 히라기 루미     | 알렉스 카르타냐       | 이세레나    |
| 주방장 프레드 | 불명            | 톰 브롬헤드           | 박준원      |
| 부주방장      | 불명            | 에바 커민스키         | 불명        |

## 참고 사항
- 일본은 2021년 4월 29일에 극장 개봉 예정이었으나 코로나19의 영향으로 8월 27일에 연기됐다.